# Silezië Euregio
De Silezië Euregio is een trans-nationale samenwerkingsstructuur (Euregio) die bestaat uit landen en hun bestuurlijke onderverdelingen die gelegen zijn in het gebied van de historische regio Silezië. Het bestrijkt de landen Polen en Tsjechië en werd in 1998 opgericht. Het omvat de bestuurlijke eenheden:
- Polen (in de woiwodschappen Opole en Silezië)
  - Powiat Raciborski
  - Powiat Głubczycki
  - Powiat Wodzisławski
  - Powiat Rybnicki
- Tsjechië (in Tsjechisch-Silezië)
  - Okres Bruntál
  - Okres Opava
  - Okres Nový Jičín

De Euregio brengt 19 gemeenten en steden aan de Poolse kant (in 4 districten) en 19 gemeenten en steden van de Tsjechische zijde.
Gemeenschappelijke geschiedenis, taalkundige banden, culturele overeenkomsten, politieke omstandigheden en economische potentieel zijn goede voorwaarden voor de intensieve Tsjechisch-Poolse samenwerking. Het gebied is een natuurlijke geografische omgeving voor gemeenschappelijke contacten tussen mensen over nationale grenzen heen, met geen natuurlijke barrières, zoals bergen of grote watermassa. Deze contacten worden ook door het ongewoon hoog aantal grensovergangen (in 90 kilometer zijn er 17 overgangen) ondersteund.

Het doel van de Euregio is om collectieve actie voor economische en sociale ontwikkeling van de regio te nemen en om mensen en instellingen bijeen te brengen. Volgens de statuten van de samenwerking heeft de Silezië Euregio als doel om gezamenlijke acties voor een rechtvaardige en duurzame ontwikkeling van de regio te ondernemen, en de mensen en instellingen aan beide zijden van de grens te steunen door:
- verbetering van de levensstandaard van de burgers in de euro-regio, door middel van gezamenlijke promotie van investeringen en economische programma's, beroepsopleiding en programma's om werkloosheid aan te pakken
- het bevorderen van het idee van Europese eenheid
- samenwerking en uitwisseling van sociale groepen; wetenschappelijk, professioneel, cultureel, jongeren
- onderhouden en verbeteren van de toestand van het milieu, de verbetering van de landbouw en de bosbouw
- wederzijdse bijstand in geval van noodsituaties en natuurrampen
- ontwikkeling van de economische samenwerking
- ontwikkeling van een gecoördineerde grensoverschrijdende ruimtelijke ordening
- de bouw en aanpassing van de infrastructuur voor het grensoverschrijdend verkeer en de regionale
- bouw van een uitgebreide informatie systeem om gegevens in de Euregio-uitwisseling
- uitgeversactiviteiten